# Tallaf (Aleppo)
Tallaf (arab. تللف) – wieś w Syrii, w muhafazie Aleppo, w dystrykcie Afrin. W 2004 roku liczyła 200 mieszkańców.